# 白令航空445號班機空難
白令航空445號班機是一趟從美國阿拉斯加州尤纳拉克利特機場飛往諾姆機場的航班，2025年2月6日，该航班從尤纳拉克利特機場起飞，在飛越诺顿湾期間失聯後墜毀，次日被发现，機上10人全部死亡。美國海岸警衛隊已啟動搜救行動。

## 背景

### 飛機
該飛機為白令航空公司所營運，註冊編號N321BA，序號為208B5613。2020年出厂。機型為塞斯納208Grand Caravan EX型飛機，這是白令航空的首次飛機失聯事件。

### 乘客與機組人員
機上共有9名乘客及1名機師。2月7日，海岸警卫队宣布机上十人全部死亡。

## 航程與失聯
該班機於阿拉斯加標準時間下午2時37分從尤纳拉克利特機場起飛，原定於4時20分抵達諾姆機場。根據飛行追蹤服務Flightradar24的資料，飛機最後一次被雷達追蹤的時間為3時16分，當時的高度約為5300英尺（約1615米）。在失聯前，機師曾通知安克雷奇的空中交通管制，表示將進入等待模式，等待跑道清空。.

## 應對行動

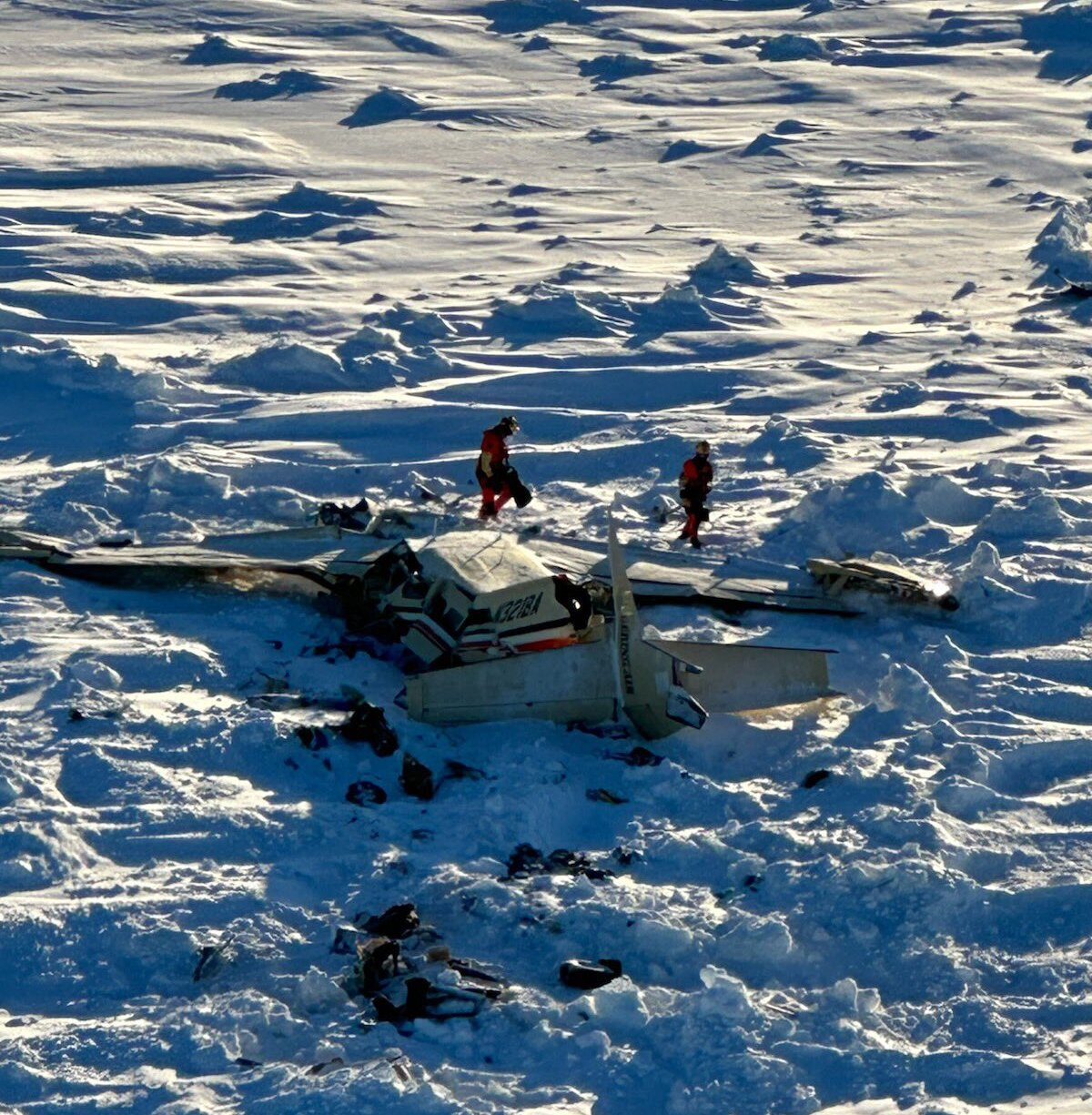
客机殘骸

諾姆志願消防隊在Facebook上表示，當地正在從諾姆和白山進行地面搜尋，但由於天氣不佳，視距有限，無法進行空中搜尋。美國海岸警衛隊及空軍已加入救援行動，安排飛機在失聯區域進行搜尋。據稱，一架C-130赫爾克里斯飛機已被派出，計劃在附近的海岸線和水域上空飛行，搜尋失蹤飛機的蹤跡。
諾姆的地方醫療機構諾頓之聲健康公司（Norton Sound Health Corporation）也在Facebook上發布公告，表示其已準備應對社區醫療緊急情況。